# Overdracht van Artesië

Vlaanderen (bovenaan) en de naburige graafschappen Guînes, Boulogne, Hesdin en Saint-Pol

Kaart van Artesië omstreeks 1700

De overdracht van Artesië was een territoriale ontwikkeling in het graafschap Vlaanderen die begon in 1180 en voltooid werd in 1212. De graaf moest steden zoals Arras, Béthune en Sint-Omaars afstaan aan de Franse koning Filips Augustus; deze gebieden gingen later op in het nieuwe graafschap Artesië. Daarnaast kwam er een einde aan de Vlaamse suzereiniteit over buurlandjes zoals Boulogne en Ternois. Vlaanderen bracht een anti-Franse coalitie samen, die echter verslagen zou worden in de Slag bij Bouvines (1214).

## Verdrag van Atrecht (1191)
Omdat graaf Filips van de Elzas geen kinderen had, zou hij opgevolgd worden door zijn schoonbroer, Boudewijn V van Henegouwen. Hij zette zich in om diens oudste dochter Isabella te koppelen aan koning Filips Augustus, in de hoop de positie van Vlaanderen en Henegouwen te versterken. In 1180 werd dit huwelijk gezegend. Graaf Filips beloofde de zuidelijke onderdelen van Vlaanderen als bruidsschat. Door de huwelijksperikelen van het kersverse echtpaar verzaakte hij echter aan de overdracht. Isabella overleed in 1190, graaf Filips in 1191.
De regent van Frankrijk, Willem van Champagne, weigerde Boudewijn te erkennen als nieuwe graaf zolang deze de belofte van zijn voorganger niet vervulde. In oktober 1191 kwamen Boudewijn en Willem samen in Arras. Boudewijn droeg de volledige bruidsschat over.
- Hij stond de kasselrijen Arras en Oisy af, en het baljuwschap Sint-Omaars. Deze landjes werden een nieuw kroondomein met Arras als hoofdplaats.
- Boulogne, Guînes, Ternois en de heerlijkheden bij Béthune kwamen los uit de Vlaamse suzereiniteit. Zodra Filips Augustus was teruggekeerd van de Derde Kruistocht, legden de plaatselijke graven en landsheren bij hem de eed van trouw af.
- Twee andere graafschappen, Lens en Hesdin, werden opgeheven en als baljuwschappen bij het kroondomein Arras gevoegd.
- De graaf van Ternois moest de bisschopszetel Terwaan afstaan. Dit werd een koningsgebied (le régale de Thérouanne). Het restant van Ternois ging bekendstaan als "het graafschap Saint-Pol".

## Verdrag van Vernon (1195)
Boudewijn V van Henegouwen heeft niet lang geregeerd. In 1194 stond hij Vlaanderen af aan zijn zoon, Boudewijn I van Constantinopel. Boudewijn kreeg van Filips Augustus de bevestiging dat de kasselrijen Douai en Doornik integraal in Vlaams bezit bleven. Het akkoord werd ondertekend te Vernon, aan het einde van 1195.

## Verdrag van Péronne (1200)
Zodra de spanningen tussen Frankrijk en Engeland oplaaiden, sloot Boudewijn een bondgenootschap met Richard I van Engeland (september 1196). De graven van Boulogne en Guînes herstelden hun leenband met Vlaanderen (1197). Een offensief bracht Sint-Omaars, Ariën, Lillers en Richebourg opnieuw onder Vlaamse controle, maar Béthune doorstond een beleg. Boudewijn controleerde nu een deel van de Franse aanwinsten, maar Filips Augustus weigerde de nieuwe stand van zaken te bespreken. Vanaf mei 1199 voerde Boudewijn plundertochten uit in Artesië, totdat zijn leger werd onderschept en diverse edellieden werden gevangengenomen, waaronder zijn broer Filips.
Eind 1199 werd de echtscheiding tussen Filips Augustus en een Deense prinses opnieuw actueel. Filips Augustus had dit huwelijk aangegaan om Deense steun te krijgen tegen Engeland. Nu de Deense steun wegviel, moest hij Vlaanderen losweken van Engeland. Hij vroeg om een overleg in Péronne (2 januari 1200). Artesië bleef in Franse handen, maar de koning legde zich neer bij de heroveringen van 1197 en de Vlaamse suzereiniteit over Boulogne en Guînes. Tot slot werd Boudewijns broer vrijgelaten. In ruil gaf Boudewijn zijn bondgenootschap met Engeland op.

## Verdrag van Pont-à-Vendin (1212)
Boudewijns dochters kregen een pro-Franse opvoeding aan het Franse Hof. Op 1 januari 1212 trouwde Johanna van Constantinopel met Ferrand van Portugal. Terwijl de toekomstige gravin en graaf zich nog bevonden aan het Hof, schonk Filips Augustus de in 1200 verloren steden als apanage aan kroonprins Lodewijk, die ze kon opeisen als nalatenschap van zijn overleden moeder. Het echtpaar ondernam de reis naar Vlaanderen in februari. Ter hoogte van Péronne werden ze plots gevangen genomen. Intussen verraste Lodewijk met een klein leger de betwiste steden. Het echtpaar kon verder reizen naar het grensplaatsje Pont-à-Vendin, waar ze in het bijzijn van Vlaamse edellieden het verlies van Sint-Omaars, Ariën en alles ten zuiden ervan moesten erkennen. De verdragstekst werd ondertekend op 25 februari.

## Nasleep
Filips Augustus had Ferrand en Johanna tegen zich in het harnas gejaagd, die hierdoor toenadering zochten tot Engeland. Het Verdrag van Lambeth (1212) betekende een bondgenootschap tussen Vlaanderen, Henegouwen, Engeland en Boulogne. Arnoud II van Guînes liep over naar het Franse kamp (1213). Filips Augustus stuurde een oorlogsvloot naar Brugge, maar zijn aanval werd afgewend dankzij de Slag bij Damme (1213). Toch zou het anti-Franse bondgenootschap het onderspit delven in de Slag bij Bouvines (1214). Ook Boulogne werd nu opnieuw aan Frankrijk gebonden. Later, bij de Vrede van Melun (1226), werden aan Vlaanderen ook zware betalingen opgelegd.